# Tal (Bergatreute)
Tal ist ein Weiler bei Bergatreute im Landkreis Ravensburg in Oberschwaben, welcher bereits 1742 erwähnt wurde.

## Lage
Tal liegt direkt am südlichen Ende des Mahlweihers und grenzt dort unmittelbar an die Einöde Talmühle. Im Süden bildet die Wolfegger Ach die Grenze von Tal, wobei auf der gegenüberliegenden Uferseite der Weiler Bainders von Wolfegg liegt. 
Geografisch befindet sich Tal etwa 500 Meter nordöstlich von Weißenbronnen, rund 800 Meter südlich von Witschwende, circa 1,3 Kilometer westlich von Alttann und ungefähr 1,7 Kilometer südöstlich von Bergatreute. Von Wolfegg aus ist Tal etwa 2 Kilometer in nordöstlicher Richtung entfernt. 
Der Girasbach und der Mühlkanal Alttann EW II fließen durch Tal und münden am südlichen Ortsrand in die Wolfegger Ach. Der Weiler liegt somit im Gewässereinzugsgebiet der Wolfegger Ach.

### Naturräumliche Zuordnung und Schutzgebiete
Tal liegt im Naturraum Oberschwäbisches Hügelland (Naturraum-Nr. 32), welcher Teil der Großlandschaft Voralpines Hügel- und Moorland (Großlandschaft-Nr. 3) ist.
Der Weiler liegt zudem im Landschaftsschutzgebiet Durchbruchstal der Wolfegger Ach. Das FFH-Gebiet Altdorfer Wald führt durch Tal, und das Biotop Gehölze und Talmühlebach in Tal befindet sich inmitten des Weilers.

## Verkehrsanbindung
Verkehrsanbindung Tal ist ausschließlich über Gemeindeverbindungswege erreichbar. 
Diese führen in verschiedene Richtungen: 
- Nach Westen gelangt man über einen Gemeindeverbindungsweg nach Weissenbronnen.
- Nach Osten erreicht man über Neutann und Höll entweder Alttann oder Wolfegg.
- Ein weiterer Gemeindeverbindungsweg führt nach Norden über Giras nach Klösterle.
- Nach Norden kann man auch über Witschwende nach Bergatreute fahren.

### Radverkehr
Obwohl es in Tal keine separaten Radwege gibt, führt das Freizeitnetz des Radnetzes Baden-Württemberg direkt durch den Weiler.

### ÖPNV
Der Nächste Banhalt für den Personenverkehr ist im Weiler Banhof Wolfegg bei Wolfegg, alternativ gibt es Banhöfe in Niederbiegen, Bad Waldsee und Ravensburg.

### Freizeit
Der Donau-Bodensee-Radweg sowie der Hauptwanderweg 4 (HW 4) führen durch Tal.